# Карапетян, Арутюн Ервандович
Арутюн Ервандович Карапетян (2 марта 1923, Ереван — 4 августа 1997, Ереван) — советский армянский врач, биолог, подполковник медицинской службы, доктор медицинских наук (1964), профессор (1970).
В 1959 году впервые в мире получил культуру лямблий in vitro на созданной им оригинальной питательной среде.

## Биография
Родился 2 марта 1923 года в Ереване в семье служащего. В 1940 году окончил среднюю школу им. Х Абовяна в Ереване и поступил в Харьковский авиационный институт. В августе 1941 году был призван в Красную Армию и направлен на учёбу в Военно-медицинскую академию; в 1943 году был переведён в находившуюся в эвакуации Военно-морскую медицинскую академию, которую окончил в 1947 году.
С 1947 года служил военным врачом на кораблях и в частях Камчатской военной флотилии, Краснознамённого Балтийского флота. В 1951—1953 гг. получил в Военно-морской медицинской академии первичную специализацию по микробиологии и эпидемиологии, после чего служил начальником отделения паразитологии военной санэпидстанции. В 1965 году уволился из рядов Советской Армии в звании подполковника медицинской службы.
В 1965—1969 гг. заведовал отделом иммунологии Института кардиологии и сердечной хирургии АН Армянской ССР в Ереване, в 1969—1989 гг. — кафедрой биологии Ереванского медицинского института. Одновременно в 1970—1975 гг. был проректором медицинского института по научной работе.
Был членом союзных проблемных комиссий «Цитология» АН СССР и «Иммунология» АМН СССР, членом секции протозоологии Научного совета «Биологические основы освоения, распространения и охраны животного мира» АН СССР. С 1969 г. был председателем Армянского общества протозоологов, членом редакционного совета журнала «Медицинская паразитология и паразитарные болезни».

## Научная деятельность
В 1954 г. защитил кандидатскую, в 1964 г. — докторскую диссертацию. В 1970 году получил учёное звание профессора.
Основные направления исследований: медицинская паразитология и вирусология, иммунобиология.
В 1959 году впервые в мире in vitro на созданной им оригинальной питательной среде получил культуру лямблий, паразитирующих у человека (авторское свидетельство № 128571 от 30 октября 1959г). В 1962 году получил культуру лямблий, обитающих в кишечнике кроликов. Разработал иммунологический метод диагностики лямблиоза с использованием реакции торможения миграции лейкоцитов. В эксперименте показал, что желчь обладает лямблиоцидными свойствами, в связи с чем печень не может служить местом паразитирования лямблий. Распространение этой концепции среди гастроэнтерологов позволило резко уменьшить ошибки в постановке диагноза «лямблиоз печени». Показал, что путём многократной иммунизации протозойным антигеном удаётся сенсибилизировать животных и в дальнейшем заразить их невирулентными штаммами амёб и балантидий.
В 1961 году выделил вирус клещевого энцефалита из клещей, собранных в Эстонской ССР. Изучал гриппозные инфекции, методы вакцинотерапии гриппа и эпидемического паротита.
Изучил процесс эмбрионального морфогенеза миокарда и скелетных мышц у птиц (фотоэлектрическая установка для регистрации параметров сокращающихся клеток миокарда защищена авторским свидетельством). Разрабатывал методику длительного консервирования миокардиоцитов животных и птиц путём глубокого замораживания. Под его руководством впервые в нашей стране была осуществлена пересадка второго сердца в брюшную полость крысы.
Автор двух изобретений, более 200 научных работ. Подготовил 5 докторов и более 15 кандидатов наук.

## Награды
- Орден Красной Звезды
- 12 медалей

## Семья
Жена — Людмила Павловна Кудрявцева (2.11.1929, Ленинград — 12.1.1996, Ереван); дочери — Елена (род. 1955), Карина (род. 1960).